# William J. Donovan
William Joseph  Donovan (1 de enero de 1883-8 de febrero de 1959) fue un soldado, abogado, oficial de inteligencia y diplomático estadounidense, conocido por servir como jefe de la Oficina de Servicios Estratégicos y ser el precursor de la Agencia Central de Inteligencia durante la Segunda Guerra Mundial. Se le considera el padre fundador de la CIA, y una estatua de él se encuentra en el vestíbulo del edificio de la sede de la CIA en Langley, Virginia.
Veterano condecorado de la Primera Guerra Mundial, Donovan es la única persona que ha recibido los cuatro premios más importantes de los Estados Unidos: la Medalla de Honor, la Cruz por Servicio Distinguido, la Medalla por Servicio Distinguido del Ejército y la Medalla de Seguridad Nacional. También recibió la Estrella de Plata y el Corazón Púrpura, así como condecoraciones de otras naciones por su servicio durante las dos Guerras Mundiales.